# Miller v. California
 (octobre 2015).
Si vous disposez d'ouvrages ou d'articles de référence ou si vous connaissez des sites web de qualité traitant du thème abordé ici, merci de compléter l'article en donnant les références utiles à sa vérifiabilité et en les liant à la section « Notes et références ».
Miller v. California  (Miller contre l'État de Californie) est un important arrêt de la Cour suprême des États-Unis (arrêt 413 U.S. 15) rendu en 1973 réaffirmant que l'obscénité n'est pas protégée par le Premier amendement de la constitution américaine et qui créa le test de Miller (Miller test) pour déterminer ce qui constitue ou non du matériau obscène.

## Appel et jugement
Marvin Miller, qui avait fait appel auprès de la Cour, était l'opérateur de l'une des plus grandes affaires de courrier publicitaire de la côte Ouest, gérant de la publicité pornographique. Il avait mené une campagne de masse pour faire la publicité d'un livre illustré qualifié alors de pour adulte. Il fut reconnu coupable par une cour de Californie d'avoir violé le code pénal californien (311.2 (a)), un délit, en ayant en toute connaissance distribué du matériau obscène. La condamnation fut confirmée par la cour d'appel de Californie. 
L'avis majoritaire de la Cour suprême rendu par 5 juges sur 9, dont le président Warren Earl Burger (il y eut deux avis minoritaires), fut le suivant :

« Le matériau obscène est défini comme étant, pour une personne normale, en appliquant les normes contemporaines de la société, de trouver, dans l'ensemble [du média], un appel à la lascivité, qui représente ou décrive, d'une façon manifestement agressive, un comportement sexuel tel que le définit la loi applicable des États, et que, pris dans son ensemble, [le média] manque d'une valeur littéraire, artistique, politique ou scientifique sérieuse. »

Ainsi, les œuvres d'écrivains comme Honoré de Balzac, Gustave Flaubert, James Joyce et D. H. Lawrence ont été censurées sur la foi de quelques pages isolées, au prétexte qu'ils affecteraient les enfants[réf. nécessaire].